# Johny Tedesco
Alberto Felipe Soria, plus connu sous le nom, Johny Tedesco (né le 1er mai 1944 à Buenos Aires) est un chanteur, musicien et acteur argentin. Il est considéré comme étant le premier auteur et compositeur argentin qui enregistra une chanson de rock argentin en 1961 (Rock del Tom Tom). Dès lors et jusqu'à aujourd'hui, il a continué à enregistrer des chansons et à donner des concerts, alternant entre le rock, le blues, le rockabilly et la country.

## Biographie
Issu d'une famille modeste, c'est sa grand mère qui lui apprend à jouer de la guitare et son oncle qui lui apprend à danser. Grand admirateur d'Elvis Presley dans sa jeunesse, il travaillait comme boucher et teinturier. Il souhaitait suivre la voie ouverte par son père, qui était chanteur de tango. Mais du fait de son jeune âge, il décida de suivre des études de mécanique.
En 1958, il s'inscrit à un programme de télévision diffusé par Canal 7, Estampas y variedades. C'est là qu'il fit ses premières armes en tant que chanteur. En 1961, il fut convoqué par Ricardo Mejia pour effectuer un test auprès de la maison de disque RCA. Il y interpréta Zapatos de gamuza azul et Rock del Tom Tom. Convaincu par l'essai, RCA décida de produire son premier disque cette même année. C'est à ce moment-là qu'il choisit comme pseudo Johny Tedesco.
Rock del Tom Tom est considéré par de nombreux spécialistes comme la première chanson de rockabilly enregistrée hors des USA. Il eut un grand succès avec la chanson Vuelve primavera, qui fut vendue à plus de 500 000 exemplaires. Cela lui permit d'intégrer La cantina de la guardia nueva sur Canal 11, où il reçut le surnom de El Rey del suéter (Le roi du pullover), du fait de ceux qu'ils portaient. Peu de temps après, les chansons Hermanita, Un montón de amor, Coqueta et Devuelvo tu carta sortirent. Elles lui amenèrent aussi beaucoup de popularité. En 1962, il intégra le programme télé Ritmo y juventud de canal 11, animé par Dino Ramos.

## El Club del Clan
Compte tenu de son succès, il est convoqué pour rejoindre le groupe du Club del Clan. Ce programme télé était diffusé par Canal 13 et rattaché à la maison de disque RCA. Dirigé par María Inés Andrés, le groupe était composé de Palito Ortega, Violeta Rivas, Johnny Tedesco, Nicky Jones, Chico Novarro, Jolly Land, Lalo Fransen et Raúl Lavié.

## Les années suivantes
En 1964, à la suite de la dissolution du groupe, il joue dans Cleopatra era Cándida en compagnie de Niní Marshall. Dans ce film réalisé par Julio Saraceni, outre le fait d'être acteur, il interprète aussi certaines chansons. À la fin de cette même année, il anime son propre programme Un chico llamado Johny, accompagné par Mónica Lander. Il retourne ensuite sur Canal 13 dans l'émission Escala musical. Il travailla ensuite sur Canal 7 où il accompagna Antonio Carrizo dans Bienvenido Sabado. Il continua en parallèle de sortir des disques avec de nouvelles chansons comme : Sabrás, Mi alma lloró, Mis canguros, Mental, Atormentado, Cruzando la línea, Lejos de mi, Te dirán... Toujours en 1966, il joue un petit rôle dans le film Una ventana al éxito.
En 1969, Johny Tedesco, le membre le plus rock du Club del Clan, décide de se renouveler. Amoureux du rhythm and blues, il enregistre un single orienté vers l'esthétique de ce genre et du Hard rock. Pour cela, il s'entoure de Claudio Gabis à la guitare et au clavier, de David Lebón à la basse, et d'autres musiciens qui commencent à se démarquer sur la scène porteñe. Avec eux, il enregistre La gata de piel oscura. Une chanson où son interprétation, sa composition et son instrumentale reflètent sa veine la plus rock. Cette chanson eut une grande influence sur les futurs musiciens argentins.
En 1972, il part s'installer quelques années aux États-Unis. Il poursuit sa carrière et se tourne vers le blues. Il joua à New York, Chicago et Los Angeles.
En 1977, il enregistre le disque Rock en castillano pour Microfon Argentina. Il reprend dans ce disque quelques-uns des grands classiques du rock and roll comme Long Tall Sally, Blue Suede Shoes ou Hound Dog. Il est accompagné à la guitare par Ricardo Lew.
En 1986, il sort pour CBS le disque Johnny y Fuga. L'album contient des chansons avec des sonorités typiques des années 80, mais il ne laisse pas de côté le rock.
En 2016, il dirige l'un des festivals de rockabilly les plus importants d'Europe : El Rockin Race Jamboree, qui se déroule à Torremolinos, dans la province de Malaga.

## Discographie
- 1961 : Johny Tedesco en Hollywood - RCA VICTOR
- 1963 : Johny Tedesco - RCA VICTOR
- 1964 : Johny Tedesco - RCA VICTOR
- 1964 : Los Red Caps - RCA VICTOR
- 1965 : El fabuloso - RCA VICTOR
- 1965: El Baile Ce Zorba El Griego - RCA VICTOR
- 1967: "Johnny Tedesco con Los Supersónicos" - RCA VICTOR
- 1967: "Johnny" - RCA VICTOR
- 1972: "El ídolo latinoamericano" - PHILIPS
- 1977: "Rock en castellano" - MICROFON ARGENTINA S.A.
- 1986: "Johnny y Fuga" - CBS
- 1991: "Personal"
- 1997: "Grandes Éxitos" - BMG ARIOLA ARGENTINA
- 1998: "El Club del Clan" - BMG ARIOLA ARGENTINA
- 2008: "Rock Del Tom Tom" - FLORIDITA
- 2008: "El regreso" - BARCA DISCOS
- 2011: "50 años con el rock and roll" - BARCA DISCOS

## Filmographie
- No seas cruel (1996)
- Una ventana al éxito (1966)
- Escala musical (1966)
- Cleopatra era Cándida (1964)
- El Club del Clan (1964)